# Chionographis
Chionographis ist eine Pflanzengattung, die zur Familie der Germergewächse (Melanthiaceae) gehört. Die etwa fünf Arten sind in Asien verbreitet.

## Beschreibung

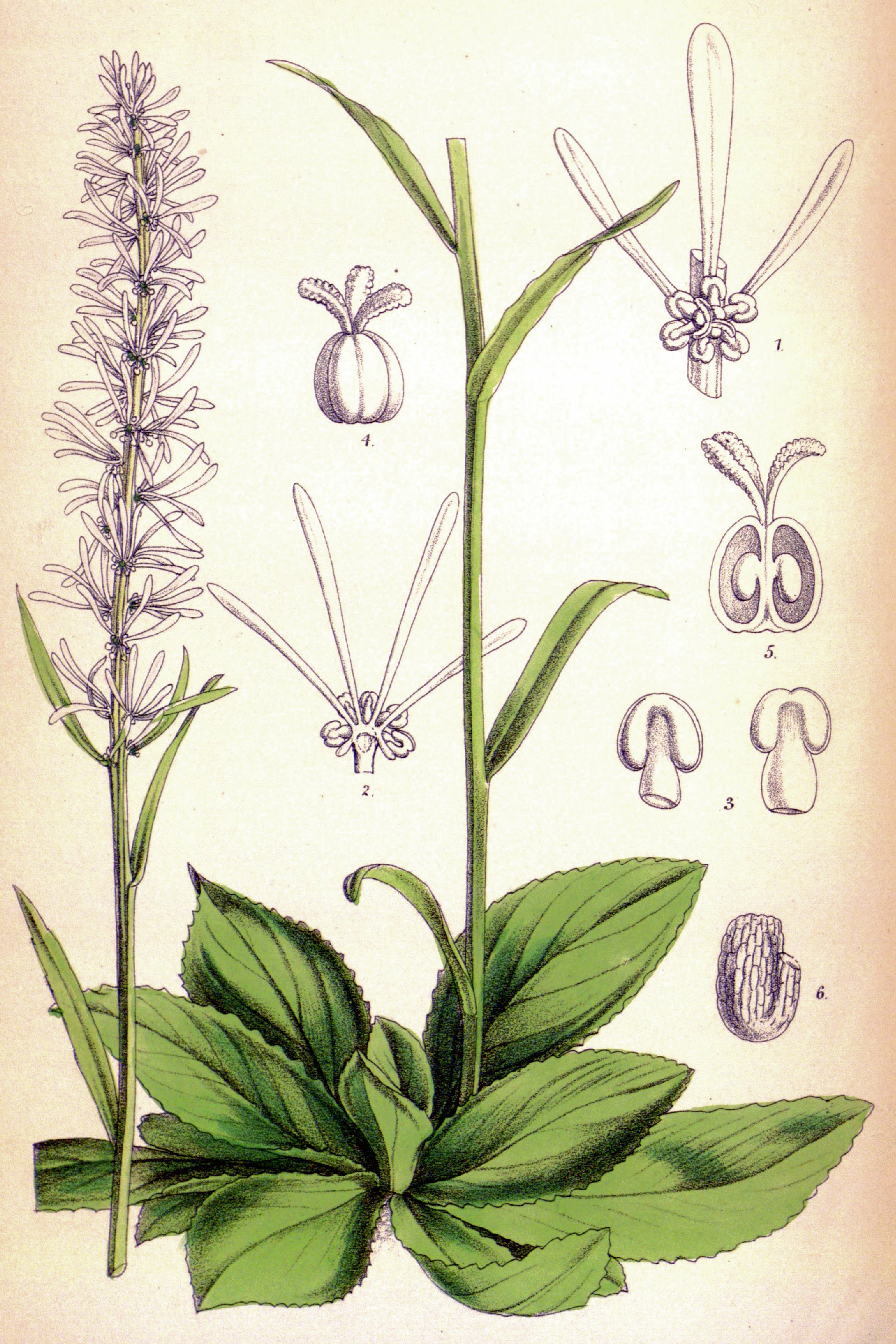
Illustration von Chionographis japonica aus Curtis’s Botanical Magazine, Volume 106, 1880

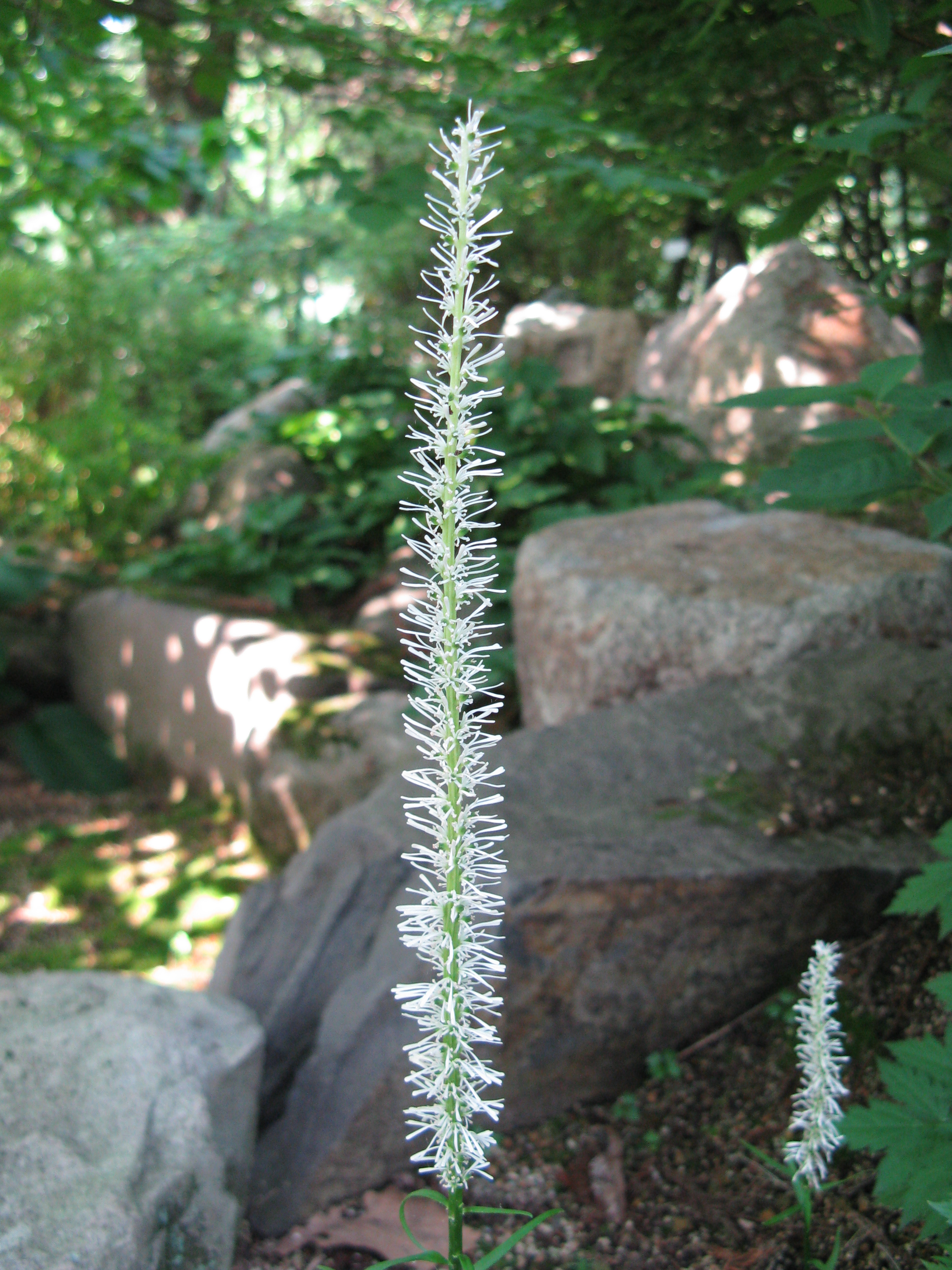
Blütenstand von Chionographis japonica

### Erscheinungsbild und Blätter
Chionographis-Arten wachsen als immergrüne ausdauernde krautige Pflanzen. Diese Hemikryptophyten bilden als Überdauerungsorgane unterirdische, kurze, gedrungene Rhizome. Alle Pflanzenteile sind kahl.
Die in einer grundständigen Rosette angeordneten Laubblätter sind in Blattstiel und Blattspreite gegliedert. Die einfachen Blattspreiten sind spatelförmig bis elliptisch. Die Blattränder sind glatt oder winzig gewellt. Es liegt Parallelnervatur vor.

### Blütenstände und Blüten
Je nach Art liegt Andropolygamie, manchmal Gynodiözie, selten Androdiözie vor oder meist sind alle Blüten zwittrig. Endständig auf mehr oder weniger langen, aufrechten, unverzweigten Blütenstandsschäften, die 3 bis 30 kleine, hochblattartige Blätter besitzen, stehen einfache, ährige Blütenstände, die viele Blüten enthalten. Es sind keine Trag- und Deckblätter vorhanden.
Die sitzenden, relativ kleinen, meist zygomorphen und dreizähligen Blüten sind eingeschlechtig oder zwittrig. Die sechs freien Blütenhüllblätter sind deutlich ungleich. Die oberen drei oder vier Blütenhüllblätter sind spatelförmig-linealisch bis fadenförmig und die unteren zwei oder drei sind viel kürzer oder fehlen. Es sind zwei Kreise mit je drei Staubblättern vorhanden. Die an der Basis der Blütenhüllblätter inserierten, untereinander freien Staubfäden sind sehr kurz. Die basifixen Staubbeutel sind fast-herzförmig-eiförmig bis fast kugelig und zeigen nach außen. Drei oberständige Fruchtblätter sind zu einem kugeligen, dreikammerigen Fruchtknoten verwachsen. Jede Fruchtknotenkammer enthält zwei Samenanlagen. Die drei freie, haltbare Griffel besitzen auf der Oberseite Narbengewebe.

### Früchte und Samen
Es werden Kapselfrüchte gebildet. Die spindelförmigen Samen besitzen an einem Ende einen Flügel.

### Chromosomenzahlen
Chionographis-Arten besitzen holozentrische Chromosomen. Die Chromosomenzahlen betragen bei Chionographis japonica und Chionographis koidzumiana var. koidzumiana 2n = 24, bei Chionographis koidzumiana var. kurohimensis 2n = 44 und bei Chionographis hisauchiana 2n = 42.

## Systematik und Verbreitung
Die Gattung Chionographis wurde 1867 durch Karl Johann Maximowicz in Bulletin de l'Academie Imperiale des Sciences de St-Petersbourg, Band 11, S. 435 aufgestellt. Typusart ist Chionographis japonica (Willd.) Maxim. Chionographis Maxim. nom. cons. wurde nach den Regeln der ICBN (Vienna ICBN Art. 14.4 & App. III) konserviert gegenüber Siraitos Raf. nom. rej., der bereits 1836 in Constantine S. Rafinesque-Schmaltz: Flora Telluriana 4, S. 26 veröffentlicht wurde. Der Gattungsname Chionographis leitet sich von den griechischen Wörtern chion für Schnee und graphis für Pinsel ab; dies bezieht sich auf den Blütenstand und die Blütenhüllblätter (vergleiche Foto).
Die Gattung Chionographis gehört zur Tribus Chionographideae innerhalb der Familie Melanthiaceae. Die Tribus Chionographideae Nakai hatte früher auch den Rang einer Familie Chionographidaceae (Nakai) Takht. oder wurde in die Familie der Liliaceae eingeordnet.
Nach R. Govaerts sind alle Arten dieser Gattung seit 2017 zu Chamaelirium Willd. zu stellen.
Die Gattung Chionographis kommt in China (zwei Arten), Korea (eine Art) und Japan (drei Arten) vor.
Es gibt etwa acht Chionographis-Arten:
- Chionographis actinomorpha Aver. & N.Tanaka (Syn.: Chamaelirium actinomorphum (Aver. & N.Tanaka) N.Tanaka & Aver.): Die 2014 erstbeschriebene Art kommt in Vietnam vor.[1]
- Chionographis chinensis K.Krause, (Syn.: Chionographis merrilliana H.Hara, Siraitos chinensis (K.Krause) F.T.Wang & T.Tang, Chamaelirium chinense (K.Krause) N.Tanaka): Sie gedeiht an schattigen und feuchten Standorten an Hängen in Höhenlagen zwischen 0 und 700 Meter in den chinesischen Provinzen Fujian, Guangdong, Hunan sowie nordöstlichen Guangxi.[2]
- Chionographis cordifolia N.Tanaka (Syn.: Chamaelirium cordifolium (N.Tanaka) N.Tanaka): Die 2013 erstbeschriebene Art kommt auf der japanischen Insel Honshu vor.[1]
- Chionographis hisauchiana (Okuyama) N.Tanaka (Syn.: Chamaelirium hisauchianum (Okuyama) N.Tanaka): Sie kommt mit drei Unterarten in Japan vor.[1]
- Chionographis japonica (Willd.) Maxim. (Syn.: Chamaelirium japonicum (Willd.) N.Tanaka): Sie kommt in zwei Unterarten und zwei Varietäten in Japan und auf dem koreanischen Mt. Hallaisan auf Jeju-do vor.[1]
- Chionographis koidzumiana Ohwi (Syn.: Chamaelirium koidzumianum (Ohwi) N.Tanaka): Sie kommt mit zwei Varietäten in Japan vor.[1]
- Chionographis nanlingensis L.Wu, Y.Tong & Q.R.Liu (Syn.: Chamaelirium nanlingense (L.Wu, Y.Tong & Q.R.Liu) N.Tanaka): Die 2016 erstbeschriebene Art kommt in Guangdong vor.[1]
- Chionographis shiwandashanensis Y.Feng Huang & R.H.Jiang (Syn.: Chamaelirium shiwandashanense (Y.Feng Huang & R.H.Jiang) N.Tanaka): Dieser Endemit wurde 2011 erstbeschrieben und kommt nur in Shiwandashan im südlichen Guangxi vor.[1] Bei dieser Art sind die Blüten radiärsymmetrisch.[8]

## Nutzung
Von Chionographis japonica werden die jungen oberirdischen, vegetativen Pflanzenteile gegessen.